# Kim Yon-ja
Kim Yon-ja (김연자?, 金蓮子?, Kim Yeon-jaLR; Gwangju, 25 gennaio 1959) è una cantante sudcoreana.
È considerata una pioniera della musica coreana all'estero, avendo lanciato una carriera di successo in Giappone negli anni Ottanta, dove è nota come "l'imperatrice dell'enka".
Figlia di un barbiere di Gwangju, viene incoraggiata dal padre a seguire la sua passione per la musica e, recatasi a Seul, vince il TBC National Song Rookie Star Show nel 1974, debuttando quello stesso anno sotto la Oasis Records con il brano Tell Me composto da Kim Hak-song. Tre anni dopo si trasferisce in Giappone, ma non trova il successo e fa ritorno in patria. Inizia a essere conosciuta nel 1981 con l'album Bouquet of Songs, che vende 3,6 milioni di copie, al quale fanno seguito i successi dei brani Is It Really (진정인가요?) nel 1982 e Mercury Lamp (수은등?) nel 1984. A metà degli anni Ottanta si era esibita negli Stati Uniti, in Canada e in Europa. Nel 1988 si trasferisce con il marito Kim Ho-sik, un uomo d'affari coreano-giapponese, a Tokyo. Dopo aver cantato il brano In the Land of the Morning (아침의 나라에서?) alla cerimonia di chiusura dei Giochi della XXIII Olimpiade, ne realizza la versione in giapponese, che fa decollare la sua carriera e al quale fanno seguito numerosi album di successo e inviti a esibirsi all'estero. Nel 1989 si esibisce a Sao Paulo e l'anno dopo all'isola di Sachalin davanti a 10.000 persone. Nei primi anni Novanta pubblica dai tre ai quattro album all'anno, facendo un tour in Giappone e cantando a eventi benefici non solo nel Paese, dove raccoglie donazioni per le vittime dell'eruzione del vulcano Unzen nel 1993 e del terremoto dello Hanshin nel 1995, ma anche in Corea. Nell'aprile 2001 si esibisce a Pyongyang per i festeggiamenti della nascita di Kim Il-sung.
Ha risieduto in Giappone per quasi trent'anni, quando è tornata in patria al termine del suo matrimonio.